# Bush (band)
Bush is een Britse alternatieve-rockgroep die vooral actief was in de late jaren negentig. De groep werd in 1992 opgericht door zanger-gitarist Gavin Rossdale en leadgitarist Nigel Pulsford te Londen.

## Geschiedenis
De band kende zijn grootste successen halverwege de jaren negentig met de singles "Everything Zen" en "Glycerine", die beide op hun debuutalbum  Sixteen Stone staan. De band werd vooral beïnvloed door grunge-bands zoals Nirvana en Soundgarden en die invloeden zijn duidelijk terug te horen op hun eerste twee albums Sixteen Stone en Razorblade suitcase. Opmerkelijk is dat ze in De Verenigde Staten grote successen kenden, terwijl ze in Europa door de jaren heen relatief onbekend zijn gebleven (de eerste single "Swallowed" van hun tweede album Razorblade Suitcase behaalde slechts een zevende plaats in de Britse hitlijsten en was hiermee hun hoogst genoteerde nummer ooit in Groot-Brittannië en de rest van Europa). Na het verschijnen van hun vijfde album Golden State werd het stil rond de band, tot ze uiteindelijk in 2002 besloten uit elkaar te gaan. In 2010 kondigde de band aan dat ze een nieuw album (The Sea of Memories) zouden uitbrengen en dat ze weer zouden beginnen te toeren met een nieuwe bandbezetting. Leadgitarist Nigel Pulsford en bassist Dave Parsons verlieten de band en werden vervangen door respectievelijk Chris Traynor en Corey Britz.
De naam Bush is afkomstig van de West-Londense wijk Shepherd's Bush, waar de oorspronkelijke bandleden van afkomstig zijn.

## Discografie

### Albums
- Sixteen Stone	(1994)
- Razorblade Suitcase (1996)
- Deconstructed (1997) (verzamel)
- The Science of Things (1999)
- Golden State (2001)
- The Best of '94 - '99 (2004) (verzamel)
- Zen X Four (2005) (live-album)
- The Sea of Memories (2011)
- Man on the Run (2014)
- Black and White Rainbows (2017)
- The Kingdom (2020)
- The art of survival (2022)

### Hits
- Machinehead (1994)
- Everything Zen (1995)
- Glycerine (1996)
- The Chemicals Between Us (1999)
- Letting The Cables Sleep (2000)

### Dvd's
| Muziek-dvd met eventuele hitnotering(en) in de Nederlandse Muziek Dvd Top 30 | Datum van verschijnen | Datum van binnenkomst | Hoogste positie | Aantal weken | Opmerkingen |
| ---------------------------------------------------------------------------- | --------------------- | --------------------- | --------------- | ------------ | ----------- |
| 1994-1999                                                                    | 2002                  |                       |                 |              |             |
| Live!                                                                        | 2013                  | 09-03-2013            | 21              | 1*           |             |

### NPO Radio 2 Top 2000
| Nummer met noteringen in de NPO Radio 2 Top 2000 | '16  | '17  | '18  | '19  | '20  | '21  | '22  | '23  | '24  |
| ------------------------------------------------ | ---- | ---- | ---- | ---- | ---- | ---- | ---- | ---- | ---- |
| Glycerine                                        | 1328 | 1139 | 1386 | 1432 | 1327 | 1403 | 1315 | 1339 | 1568 |

1. ↑  Een vetgedrukt getal geeft de hoogste notering aan.
2. ↑  2016 was het eerste jaar met een notering voor dit nummer.

### Tijdloze 100vanStudio Brussel
| De Tijdloze | 2000 | 2001 | 2002 | 2003 | 2004 | 2005 | 2006 | 2007 | 2008 | 2009 | 2010 | 2011 | 2012 | 2013 | 2014 | 2015 | 2016 | 2017 | 2018 |
| ----------- | ---- | ---- | ---- | ---- | ---- | ---- | ---- | ---- | ---- | ---- | ---- | ---- | ---- | ---- | ---- | ---- | ---- | ---- | ---- |
| Glycerine   | 81   | 32   | 29   | 35   | 44   | 46   | 54   | 71   | 97   | 90   | 92   | -    | 88   | 77   | 84   | 77   | 79   | 91   | 95   |

## Bezetting

### Bandleden
- Zang/gitaar: Gavin Rossdale
- Leadgitaar: Chris Taynor
- Drum: Robin Goodridge
- Bas: Corey Britz

### Oud-bandleden
- Leadgitaar: Nigel Pulsford
- Bas: Dave Parsons